# Ri Gvangcshon
Ri Gvangcshon (hangul: 리광천, handzsa: 李光川, RR: Ri Kwang-chon; Nampho, 1985. szeptember 4. –) észak-koreai válogatott labdarúgó.

## Pályafutása

### Klubcsapatban
2000 és 2011 között az Április 25 csapatában játszott, melynek tagjaként négy alkalommal (2002, 2003, 2010, 2011) nyerte meg az észak-koreai bajnokságot. 2012 és 2014 között Thaiföldön játszott a Muangthong United együttesében. 2014-ben hazatért az Április 25 csapatához. 2015-ben a thaiföldi Pattaja United játékosa volt. 

### A válogatottban
2001 és 2012 között 69 alkalommal játszott az észak-koreai válogatottban és 1 gólt szerzett Részt vett a 2010-es világbajnokságon, ahol a Brazília, a Portugália és az Elefántcsontpart elleni csoportmérkőzésen kezdőként lépett pályára. Tagja volt a 2011-es Ázsia-kupán szereplő válogatott keretének is.

## Sikerei, díjai
Észak-Korea
- AFC-Kihívás kupa győztes (2): 2010, 2012